# I dag & i morgon (sång)
I dag & i morgon är en sång skriven och komponerad av Thomas G:son och Calle Kindbom. Sången framfördes ursprungligen av Kikki Danielsson vid den svenska Melodifestivalen 2006, där bidraget gick direkt vidare från deltävlingen i Karlstad den 25 februari till finalen i Globen i Stockholm den 18 mars, där det slutade på tionde plats i finalen. Kikki Danielsson spelade även in sången för albumet med samma namn från 2006.
Den 16 april 2006 tog sig melodin in på Svensktoppen, och placerade sig på sjätte plats. Den 30 april samma år var sången utslagen från listan efter två omgångar.
Låten kunde höras i kortfilmerna med Dolph Lundgren som visades under Melodifestivalen 2010.

## Singeln
Singeln I dag & i morgon utkom den 13 mars 2006, och innehöll förutom titelspåret även en inspelning av Yesterday Once More. Singeln hamnade som bäst på 27:e plats på den svenska singellistan. Den mastrades av Dragan Tanasković.

### Låtlista
1. I dag & i morgon
2. Yesterday Once More

## Listplaceringar
| Lista (2006)                | Topplacering |
| --------------------------- | ------------ |
| Sverige (Sverigetopplistan) | 27           |

## Medverkande musiker

### I dag & i morgon
- - Bakgrundskör - Johanna Beijbom, Thomas G:son
  - Gitarr - Stefan Jonsson, Thomas G:son
  - Mixad av - Bo Reimer
  - Producent - Thomas G:son

### Yesterday Once More
- - Producent - Thomas Thörnholm